# Mistrzostwa Europy w Lekkoatletyce 1978 – trójskok mężczyzn

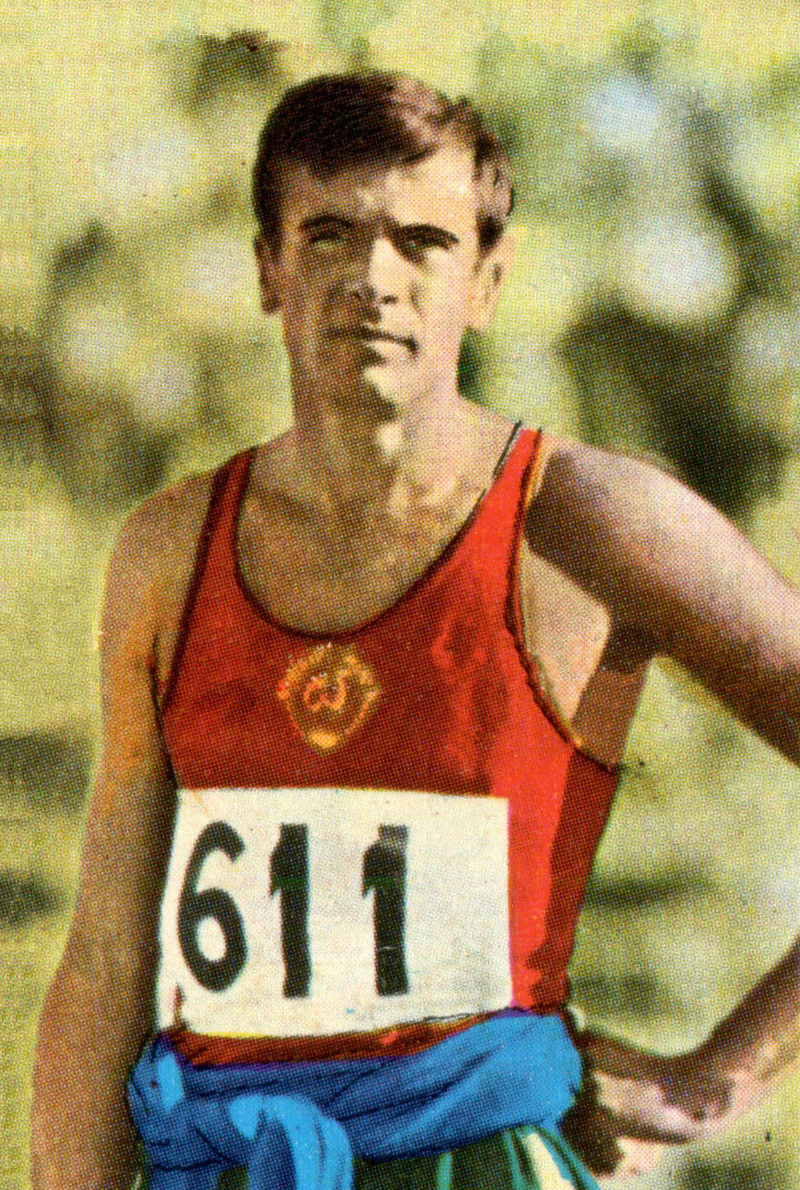
Wiktor Saniejew

Trójskok mężczyzn był jedną z konkurencji rozgrywanych podczas XII mistrzostw Europy w Pradze. Rozegrano od razu finał 3 września 1978 roku. Zwycięzcą tej konkurencji został reprezentant Jugosławii Miloš Srejović. W rywalizacji wzięło udział piętnastu zawodników z dziewięciu reprezentacji.

## Rekordy
| Rekord świata     | João Carlos de Oliveira (BRA) | 17,89 | Meksyk, Meksyk | 15.10.1975 |
| Rekord Europy     | Wiktor Saniejew (SUN)         | 17,44 | Suchumi, ZSRR  | 17.10.1972 |
| Rekord mistrzostw | Wiktor Saniejew (SUN)         | 17,23 | Rzym, Włochy   | 08.09.1974 |

## Wyniki

### Finał
| Poz. | Zawodnik              | Reprezentacja   | Próby | Próby | Próby | Próby | Próby | Próby | Wynik |
| Poz. | Zawodnik              | Reprezentacja   | 1     | 2     | 3     | 4     | 5     | 6     | Wynik |
| ---- | --------------------- | --------------- | ----- | ----- | ----- | ----- | ----- | ----- | ----- |
| 01 ! | Miloš Srejović        | Jugosławia      | 16,24 | 16,48 | 16,39 | 16,60 | 16,73 | 16,94 | 16,94 |
| 02 ! | Wiktor Saniejew       | ZSRR            | 16,84 | 16,71 | 16,92 | 16,50 | 16,93 | 16,79 | 16,93 |
| 03 ! | Anatolij Piskulin     | ZSRR            | 14,47 | x     | 16,87 | x     | x     | 16,65 | 16,87 |
| 4.   | Bernard Lamitié       | Francja         | 16,36 | 16,59 | 16,55 | 16,87 | x     | 16,27 | 16,87 |
| 5.   | Hienadzij Walukiewicz | ZSRR            | 15,87 | 16,40 | 15,85 | 16,62 | 16,64 | x     | 16,64 |
| 6.   | Keith Connor          | Wielka Brytania | 16,19 | 16,51 | 16,64 | 16,32 | x     | x     | 16,64 |
| 7.   | Milan Spasojević      | Jugosławia      | 16,41 | 16,62 | x     | 16,08 | x     | 15,96 | 16,62 |
| 8.   | Aston Moore           | Wielka Brytania | x     | 15,88 | 16,49 | 16,55 | 14,96 | 14,82 | 16,55 |
| 9.   | Janoš Hegediš         | Jugosławia      | x     | 16,24 | x     |       |       |       | 16,24 |
| 10.  | Eugeniusz Biskupski   | Polska          | 15,84 | 16,23 | 15,98 |       |       |       | 16,23 |
| 11.  | Lothar Gora           | NRD             | 16,08 | 16,03 | 16,20 |       |       |       | 16,20 |
| 12.  | Gábor Katona          | Węgry           | 15,96 | 16,18 | x     |       |       |       | 16,18 |
| 13.  | Karel Hradil          | Czechosłowacja  | 15,73 | 16,05 | 15,31 |       |       |       | 16,05 |
| 14.  | Carol Corbu           | Rumunia         | 15,47 | 15,78 | 16,02 |       |       |       | 16,02 |
| 15.  | Béla Bakosi           | Węgry           | x     | 15,74 | 15,48 |       |       |       | 15,74 |